# Fotios Lampropoulos
Fotios Lampropoulos en Griego: Φώτιος Λαμπρόπουλος (n. griego, Patras el 11 de septiembre de 1983) es un jugador de baloncesto. Juega de pívot o ala-pívot y su actual club es UMF Þór Þorlákshöfn de la Úrvalsdeild karla.

## Trayectoria

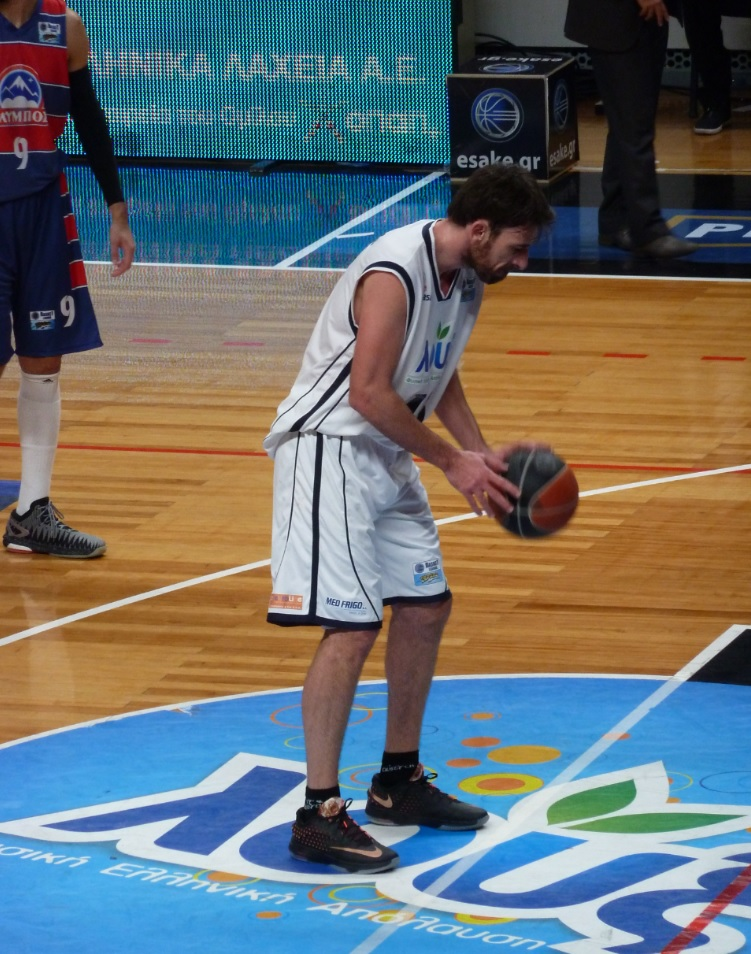
Fotis Lampropoulos, en 2016.

Comienza su carrera en el Apolloniada de su país. En la temporada 2003/04 llega a España de la mano del UE Mataró, luego pasó al Club Baloncesto Gran Canaria de la liga ACB. Tras no convencer ficha por el Club Bàsquet Tarragona. Fotis no encontraba acomodo en un club desde su llegada a España hasta que fichó por el Club Básquet L'Hospitalet donde pasó dos temporadas. En 2007 volvía a las Islas Canarias para enrolarse en las filas de Tenerife Club de Baloncesto equipo de la LEB ORO que buscaba regresar a ACB. Tras no conseguir el ascenso Fotis volvía a su país para jugar la A1 Ethniki con el AEL Larissa y el Iraklis BC. Tras esta experiencia vuelve a Canarias esta vez al Club Baloncesto Canarias de la liga LEB ORO (2011/actualidad), equipo con el cual gana la Copa del Príncipe y asciende a la Liga Endesa.
El 2015, el Vanoli Cremona ha anunciado la contratación de Fotis, la temporada anterior en el Iberostar Tenerife, donde tuvo un promedio con los canarios, de 7.2 puntos y 3.3 rebotes en la Liga Endesa.
El 15 de abril de 2016 se incorpora al Club Ferro Carril Oeste de Argentina donde apenas disputa 3 partidos oficiales, teniendo que retornar a su país por problemas de salud de su padre.
Luego del inconveniente, volvió a la Liga Nacional de Básquet en la temporada 2016/17 para jugar en Boca Juniors, un histórico en Argentina que pasaba por horas bajas. Fotios logró hacerse querer en el público xeneize y junto con, entre otros, Carlos Delfino, se hizo rápidamente uno de los referentes del equipo. Boca terminó jugando el Playout para no perder la categoría, objetivo que logró con un sufrido 3-2 ante Atlético Echagüe. Lampropoulos por su parte, tuvo escasa presencia en los últimos partidos de la serie debido a una lesión.

## Clubs
- Apolloniada Patras (2003-2004)
- UE Mataró (2004)
- CB Gran Canaria B (2004-2005)
- CB Tarragona (2005)
- CB Gran Canaria (2005)
- CB L'Hospitalet (2005-2007)
- Tenerife Baloncesto (2007-2008)
- AEL Larissa (2008-2009)
- Iraklis BC (2009-2011)
- CB Canarias[1] (2011-2015)
- Vanoli Cremona (2015)
- SEFA Arkadikos (2015-2016)
- Apollon Patras (2016)
- Club Ferro Carril Oeste (2016)
- Club Atlético Boca Juniors (2016-2018)
- Guaiqueríes de Margarita (2018)
- Club Malvín (2018-2019)
- Movistar Estudiantes (2019)
- Panionios Atenas (2019 - 2020)
- Al Sadd Basketball Team (2020 - 2021)
- UMFN Njarðvík (2021 - 2022)
- UMF Þór Þorlákshöfn (2022  - Actualidad)